# Florentin-Étienne Jaussen
Étienne Florentin Jaussen, conocido como Tepano (Rocles, Ardèche, 2 de abril de 1815 – Arue, Polinesia Francesa, 9 de septiembre de 1891) fue un misionero francés, primer obispo e introductor del catolicismo en Tahití. Florentin-Étienne Jaussen, SS.CC. fue el primer obispo de Tahití y la persona que dio a conocer el sistema de escritura rongorongo de la Isla de Pascua al mundo. En la década de 1860, el obispo Jaussen fue responsable de poner fin a las incursiones de esclavos en la Isla de Pascua. Fue vicario apostólico de Tahití y obispo titular de Axieri desde el 9 de mayo de 1848 hasta el 12 de febrero de 1884, cuando renunció. Durante este tiempo, se le conocía como Tepano, la pronunciación tahitiana de Etienne en su forma original griega Stephanos. 

## Biografía
Nacido en el pueblo de Rocles en Ardèche, Francia, de André Jaussen y Marie Allègre, estudió en Mende y obtuvo un diploma de enseñanza.  Más tarde, recibió un Bachillerato en Letras en Montpellier. Fue ordenado sacerdote en 1840 tras ingresar al Gran Seminario de Périgueux. Se unió a los Padres Picpus y fue enviado a Valparaíso en 1845 como instructor de novicios.
En 1848, tras el fracaso de los Padres Caret y Laval en 1842, fue nombrado Vicario Apostólico de Tahití (1848) y llegó a Papeete el 16 de febrero de 1849. En ese momento, la isla estaba completamente bajo control protestante.
Jaussen trabajó para establecer el catolicismo en la isla y logró construir la primera catedral en Papeete en 1851. En 1855, compró una gran finca cerca de la ciudad para asegurar la independencia económica de las misiones y desarrolló el cultivo de coco, caña de azúcar y vides, entre otras actividades. También crio ovejas y ganado y estableció colmenas para la apicultura.
Como obispo y capellán de la división naval del Pacífico, viajó por el océano, desde las Islas de la Sociedad hasta las Marquesas, y desde Isla de Pascua hasta los Tuamotu, donde introdujo el cocotero, previamente desconocido allí.
En la Isla de Pascua, aunque no era francesa, intervino con el gobierno peruano para detener las incursiones y la esclavitud. En 1868, en agradecimiento, los isleños de Pascua que residían en Tahití le ofrecieron una extraña tablilla de madera con inscripciones curiosas. Jaussen pidió a los misioneros en la isla que encontraran más, resultando en la colección de cinco tablillas. Estudió estas y creyó que eran verdaderos jeroglíficos en una escritura pictográfica ya no descifrada por los locales. La escritura es boustrofedon, es decir, las líneas alternan entre leerse de izquierda a derecha y de derecha a izquierda. Junto con Metoro, un Pascuense erudito, creía que se trataba de fórmulas mágicas y fragmentos de cánticos sagrados y profanos.
Jaussen logró establecer una cronología de los reyes de la isla que abarca mil años y propuso un repertorio traducido de los ideogramas más importantes. Aunque sus traducciones ahora son cuestionadas, Jaussen tuvo éxito en crear nueve categorías que abarcan dioses, humanos, tierra, mar, animales, plantas, objetos, acciones y signos compuestos.
Tras la destrucción causada por el aventurero usurpador Jean-Baptiste Dutrou-Bornier, evacuó a los misioneros de la Isla de Pascua en 1871. Ordenó al primer sacerdote nativo de la Polinesia Oriental, Tiripone Mama Taira Putairi, el 24 de diciembre de 1874. En 1884, se retiró de sus funciones episcopales y se estableció en Arue, en la parroquia de Papenoo, donde murió en 1891.

## Obras
Es conocido por su investigación sobre Rapa Nui, estudios de gramática, diccionarios, un catecismo y una historia sagrada en tahitiano, así como:
- Carta sobre la Isla de Pascua (1873), en Annales des Sacrés-cœurs, 1879, p. 83-94
- La Isla de Pascua, Historia y Escritura, en Bulletin de géographie historique, vol.2, 1893, p. 240-270 (trabajo póstumo escrito por el Padre Alazard a partir de las notas de Jaussen) (Leer en línea).